# Puderbach (Bad Laasphe)
Puderbach is een plaatsje in de Duitse gemeente Bad Laasphe, deelstaat Noordrijn-Westfalen en tegen de grens van Hessen aan, telt 506 inwoners (2001). Hier, dicht tegen de middeleeuwse kerk aan, ligt sedert 1971 het graf van de negentiende-eeuwse componist Friedrich Kiel.
Puderbach ligt in een erg landelijk gebied omgeven door beboste bergen, voornamelijk met begroeid met sparren voor hout productie. De droge zomers 2018, 2019 en 2020 samen met de kever hebben erg veel schade aangericht waardoor duizenden sparren vroegtijdig dood gegaan zijn.